# Clitocybe wellingtonensis
Clitocybe wellingtonensis är en svampart som beskrevs av G.M. Taylor & G. Stev. 1964. Clitocybe wellingtonensis ingår i släktet Clitocybe och familjen Tricholomataceae.   Inga underarter finns listade i Catalogue of Life.